# Triple saut masculin aux Jeux olympiques d'été de 1956
Navigation
Helsinki 1952 Rome 1960
Le concours de triple saut masculin des Jeux olympiques d'été de 1956 se déroulant à Melbourne a eu lieu le mardi 27 novembre 1956. La marque de qualification pour la finale était fixée à 14,80 m.

## Records
| Record du monde  | 16,56 m | Adhemar da Silva | Brésil | Mexico   | 16 mars 1955    |
| Record olympique | 16,22 m | Adhemar da Silva | Brésil | Helsinki | 23 juillet 1952 |

## Résultats
| Place         | Athlète              | Marque           |              |
| ------------- | -------------------- | ---------------- | ------------ |
| 1er           | Adhemar da Silva     | Brésil           | 16,35 m (OR) |
| 2e            | Vilhjálmur Einarsson | Islande          | 16,26 m      |
| 3e            | Vitold Kreyer        | Union soviétique | 16,02 m      |
| 4e            | Bill Sharpe          | États-Unis       | 15,88 m      |
| 5e            | Martin Řehák         | Tchécoslovaquie  | 15,85 m      |
| 6e            | Leonid Shcherbakov   | Union soviétique | 15,80 m      |
| 7e            | Koji Sakurai         | Japon            | 15,73 m      |
| 8e            | Teruji Kogake        | Japon            | 15,64 m      |
| 9e            | Ken Wilmshurst       | Grande-Bretagne  | 15,54 m      |
| 10e           | Ryszard Malcherczyk  | Pologne          | 15,54 m      |
| 11e           | Ira Davis            | États-Unis       | 15,40 m      |
| 12e           | George Shaw (en)     | États-Unis       | 15,33 m      |
| 13e           | Hiroshi Shibata      | Japon            | 15,25 m      |
| 14e           | Kari Rahkamo         | Finlande         | 15,21 m      |
| 15e           | Mohinder Singh       | Inde             | 15,20 m      |
| 16e           | Éric Battista        | France           | 15,15 m      |
| 17e           | Paul Bamela Engo     | Nigeria          | 15,03 m      |
| 18e           | Tapio Lehto          | Finlande         | 14,91 m      |
| 19e           | Hannu Rantala        | Finlande         | 14,87 m      |
| 20e           | Lawrence Ogwang      | Ouganda          | 14,72 m      |
| 21e           | Choi Yong-Kee        | Corée du Sud     | 14,65 m      |
| Non qualifiés |                      |                  |              |
| —             | Peter Esiri          | Nigeria          | DNQ          |
| —             | Muhamad Rashid       | Pakistan         | DNQ          |
| —             | Wu Chun-Tsai         | Taipei chinois   | DNQ          |
| —             | Ronald Gray          | Australie        | DNQ          |
| —             | Gabuh Bin Piging     | Bornéo du Nord   | DNQ          |
| —             | Walter Herssens      | Belgique         | DNQ          |
| —             | Maurice Rich         | Australie        | DNQ          |
| —             | Eng-Yoon Tian        | Singapour        | DNQ          |
| —             | Brian Oliver         | Australie        | DNQ          |
| —             | Muhammad Ramzan Ali  | Pakistan         | DNQ          |
| —             | Sium Bin Diau        | Bornéo du Nord   | DNQ          |